# Challenger de Fairfield 2022
El torneo Fairfield Challenger 2022, denominado por razones de patrocinio Taube-Haase Pro Tennis Championship fue un torneo de tenis perteneció al ATP Challenger Tour 2022 en la categoría Challenger 80. Se trató de la 6ª edición; el torneo tendrá lugar en la ciudad de Fairfield (Estados Unidos), desde el 10 hasta el 16 de octubre de 2022 sobre pista dura al aire libre.

## Jugadores participantes del cuadro de individuales
| Favorito | País                                  | Jugador          | Rank1 | Posición en el torneo |
| -------- | ------------------------------------- | ---------------- | ----- | --------------------- |
| 1        | Bandera de Estados Unidos             | Denis Kudla      | 100   | Baja                  |
| 2        | Bandera de Estados Unidos             | Stefan Kozlov    | 130   | Primera ronda         |
| 3        | Bandera de Estados Unidos             | Michael Mmoh     | 132   | CAMPEÓN               |
| 4        | Bandera de Estados Unidos             | Ben Shelton      | 177   | Segunda ronda         |
| 5        | Bandera de Francia                    | Enzo Couacaud    | 188   | Cuartos de final      |
| 6        | Bandera de Estados Unidos             | Ernesto Escobedo | 200   | Primera ronda         |
| 7        | Bandera de la República Popular China | Juncheng Shang   | 203   | Cuartos de final      |
| 8        | Bandera de Estados Unidos             | Mitchell Krueger | 208   | Primera ronda         |

- 1 Se ha tomado en cuenta el ranking del 3 de octubre de 2022.

### Otros participantes
Los siguientes jugadores recibieron una invitación (wild card), por lo tanto ingresan directamente al cuadro principal (WC):
- Jacob Fearnley
- Christian Langmo
- Aidan Mayo

Los siguientes jugadores ingresan al cuadro principal tras disputar el cuadro clasificatorio (Q):
- Alafia Ayeni
- Alexander Cozbinov
- August Holmgren
- Alfredo Perez
- Sam Riffice
- Tennys Sandgren

## Campeones

### Individual Masculino
- Michael Mmoh derrotó en la final a  Gabriel Diallo, 6–3, 6–2

### Dobles Masculino
- Julian Cash /  Henry Patten derrotaron en la final a  Anirudh Chandrasekar /  Vijay Sundar Prashanth, 6–3, 6–1